# Caio Célio Rufo
Caio Célio Rufo (em latim: Gaius Caelius Rufus) foi um político romano nomeado cônsul em 17 com Lúcio Pompônio Flaco. Além de seu consulado, sabe-se que Rufo foi praetor aerarii.